# NGC 1326
NGC 1326 is een lensvormig sterrenstelsel in het sterrenbeeld Oven. Het hemelobject werd op 29 november 1837 ontdekt door de Britse astronoom John Herschel. NGC 1326 ligt in de buurt van NGC 1326A en NGC 1326B. Het maakt deel uit van de kleine Fornaxcluster, die 58 sterrenstelsels bevat.

## Synoniemen
- PGC 12709
- ESO 357-26
- MCG -6-8-11
- IRAS03220-3638
- FCC 29